# 碧い宇宙の旅人
『碧い宇宙の旅人』（あおいほしのたびびと）は、Toshiの4枚目のオリジナル・アルバム。

## 概要
ロックやAORを主とした前作の3作とは異なり、編曲と共同プロデュースを都留教博が担当したヒーリング・ミュージックを前面に出したアルバムとなった。但し、「Birthday Eve」は次作のオリジナル・アルバム『CANARY (壊れた世界でカナリアは歌う)』にて、葉加瀬太郎によるリメイク・バージョンが収録されている。

## 批評
CDジャーナルは「音楽性はまったくX JAPANとは一線を画すもの。それはロックとも呼びがたく、もちろん彼のアルバムだが、ヒーリング・ミュージックのような、映画のサントラのようなムードもあり。アコースティックで穏やかな作品」と評した。

## 収録曲
全編曲：都留教博
1. 楽園
作詞：Toshi・Celestia　作曲：都留教博
2. Birthday Eve
作詞：Toshi　作曲：Toshi・都留教博
3. 天使のメヌエット
作詞・作曲：Toshi　
「星の舞踏会」のカップリング曲。
4. 碧い宇宙の旅人～愛の物語～
作詞：Celestia　作曲：Toshi・都留教博
5. さまよえる地球人
作詞：Celestia　作曲：Toshi・都留教博
6. 星の舞踏会
作詞：Toshi　作曲：Toshi・都留教博
7. HANA～いのちの芽ばえ～
作詞：Toshi　作曲：中村由利子
8. Simplicity
作詞：Celestia　作曲：中村由利子
9. Passion of Love
作詞・作曲：Toshi
10. ガイアの祈り
作詞：Toshi　作曲：都留教博
11. Morning Glory
作詞・作曲：Toshi
12. Reprise～いのちの芽ばえ～
作詞：Toshi　作曲：中村由利子